# بوابة الأسد
بوابة الأسد (بالإنجليزية: Lion Gate)‏ وهو مدخل قلعة مايسينيه من العصر البرونزي جنوب غرب اليونان، ويعود بنائه إلى القرن الثالث عشر قبل الميلاد شمال غرب أكروبول ومنحوت قُرب البوابة أسدين على شكل علم شعارات النبالة فوق المدخل.

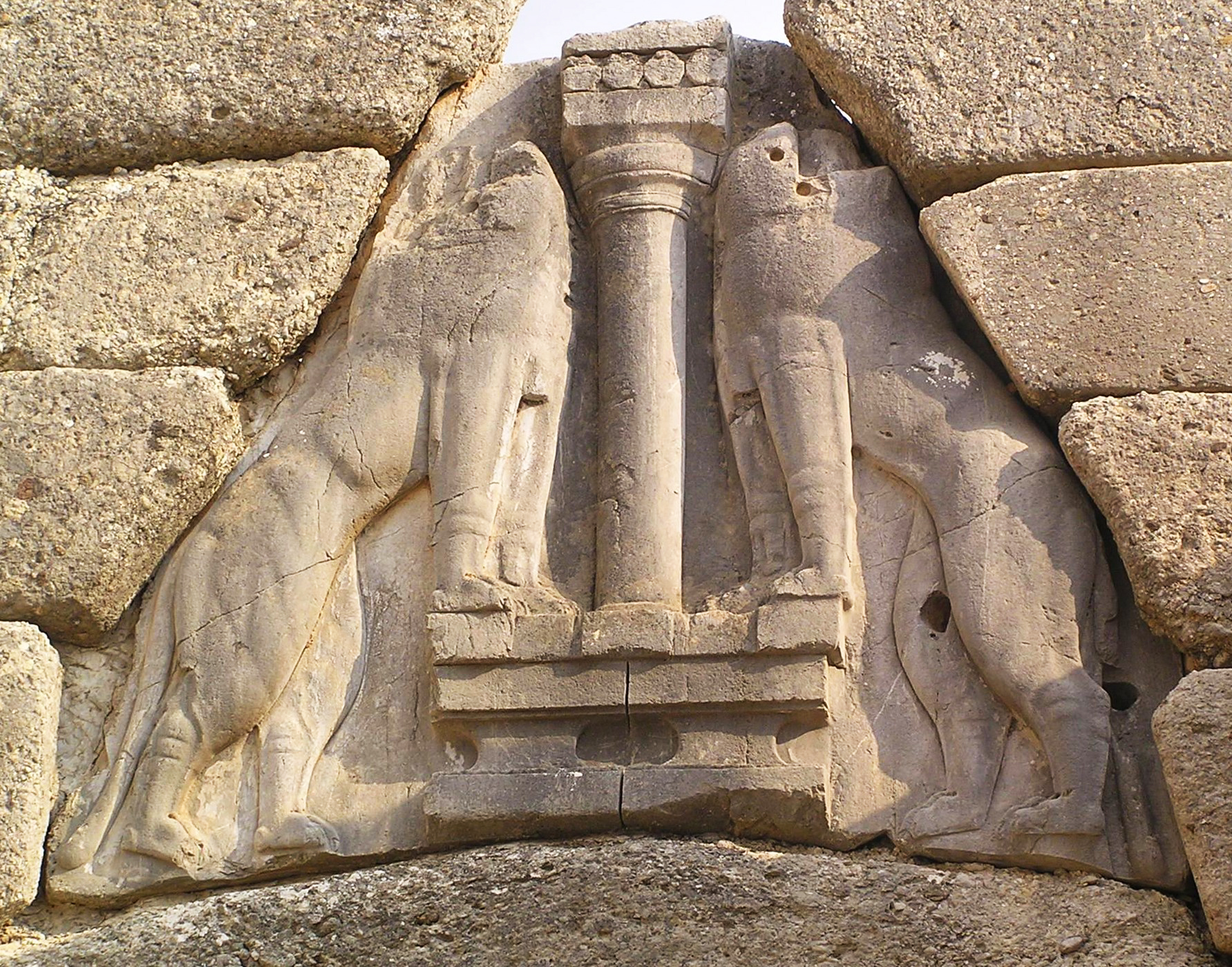
صورة الأسدين المنحوتين على البوابة.